# Обішув
Обішув (пол. Obiszów) — село в Польщі, у гміні Ґрембоциці Польковицького повіту Нижньосілезького воєводства.
Населення — 223 особи (2011).
У 1975-1998 роках село належало до Легницького воєводства.

## Демографія
Демографічна структура станом на 31 березня 2011 року:
|          | Загалом | Допрацездатний вік | Працездатний вік | Постпрацездатний вік |
| -------- | ------- | ------------------ | ---------------- | -------------------- |
| Чоловіки | 118     | 32                 | 77               | 9                    |
| Жінки    | 105     | 27                 | 65               | 13                   |
| Разом    | 223     | 59                 | 142              | 22                   |